# Barwani (Distrikt)
Barwani ist ein Distrikt im indischen Bundesstaat Madhya Pradesh. Die Fläche beträgt 5427 km². Verwaltungssitz ist die Stadt Barwani.

## Geographie
Der Distrikt Barwani befindet sich im Südwesten des Bundesstaats Madhya Pradesh und grenzt im Westen, Südwesten und Süden an den Bundesstaat Maharashtra. Im Osten wird der Distrikt begrenzt durch den Distrikt Khargone; nach Norden grenzt er an den Distrikt Dhar und im Nordwesten an den Distrikt Alirajpur.

## Geschichte
Der Distrikt gehörte früher zum Fürstenstaat Barwani. Diese wurde im 11. Jahrhundert von Sisodia-Rajputen aus Mewar/Udaipur gegründet und wurde 1948 aufgelöst. Der moderne Distrikt entstand 1998, als er vom Khargone Distrikt (West Nimar Bezirk) abgetrennt wurde.

## Bevölkerung

### Übersicht
Die Einwohnerzahl lag bei 1.385.881 (2011). Die Bevölkerungswachstumsrate im Zeitraum von 2001 bis 2011 betrug 27,57 % und lag damit sehr hoch. Barwani hat ein Geschlechterverhältnis von 950 Frauen pro 1000 Männer und damit einen für Indien üblichen Männerüberschuss. Der Distrikt hatte 2011 eine Alphabetisierungsrate von 49,08 %, eine Steigerung um knapp 9 Prozentpunkte gegenüber dem Jahr 2001. Die Alphabetisierung liegt damit weit unter dem nationalen Durchschnitt. Knapp 95,2 % der Bevölkerung sind Hindus, ca. 4,2 % sind Muslime, je 0,2 % sind Christen, Sikhs, Jainas und 0,1 % gaben keine Religionszugehörigkeit an oder gehörten anderen Religionen an. 19,1 % der Bevölkerung sind Kinder unter 6 Jahre.
Knapp 17,2 % der Bevölkerung leben in Städten.

### Einwohnerentwicklung
In den ersten Jahrzehnten des 20. Jahrhunderts wuchs die Bevölkerung bereits stark an. Trotz Seuchen, Krankheiten und Hungersnöten. Seit der Unabhängigkeit Indiens hat sich die Bevölkerungszunahme beschleunigt. Während die Bevölkerung in der ersten Hälfte des 20. Jahrhunderts um rund 128 % zunahm, betrug das Wachstum in den fünfzig Jahren zwischen 1961 und 2011 240 %. Die Bevölkerungszunahme zwischen 2001 und 2011 lag bei 27,57 % oder rund 300.000 Menschen. Offizielle Bevölkerungsstatistiken der heutigen Gebiete sind seit 1901 bekannt und veröffentlicht.
| Jahr      | 1901    | 1911    | 1921    | 1931    | 1941    | 1951    | 1961    | 1971    | 1981    | 1991    |
| Einwohner | 143.627 | 196.098 | 215.853 | 255.157 | 293.541 | 326.990 | 407.325 | 517.468 | 661.208 | 835.625 |

### Bedeutende Orte
Im Distrikt gibt es sieben Orte, die als Städte (towns und census towns) gelten. Dennoch ist der Anteil der städtischen Bevölkerung im Distrikt gering. Denn nur 204.069 der 1.385.881 Einwohner oder 14,72 % leben in städtischen Gebieten. Die weitaus größten Städte des Distrikts sind Sendhwa und der Hauptort Barwani. Die Städte mit mehr als 20.000 Einwohnern sind:
Weitere Orte mit einer Einwohnerschaft von mehr als 10.000 Leuten sind Khetia (15.744 Personen), Pansemal (12.166 Personen) und Palsud (10.113 Personen).

### Volksgruppen
In Indien teilt man die Bevölkerung in die drei Kategorien general population, scheduled castes und scheduled tribes ein. Die scheduled castes (anerkannte Kasten) mit (2011) 87.991 Menschen (6,35 Prozent der Bevölkerung) werden heutzutage Dalit genannt (früher auch abschätzig Unberührbare betitelt). Die scheduled tribes sind die anerkannten Stammesgemeinschaften mit (2011) 962.145 Menschen (69,42 Prozent der Bevölkerung), die sich selber als Adivasi bezeichnen. Zu ihnen gehören in Madhya Pradesh 46 Volksgruppen. Mehr als 5000 Angehörige zählen die Bhil (952.940 Personen oder 68,76 % der Distriktsbevölkerung), die somit eine deutliche Bevölkerungsmehrheit bilden.

## Verwaltungsgliederung
Die Verwaltungseinheit war jahrhundertelang Teil des Fürstenstaats Barwani. Nach der Unabhängigkeit Indiens wurde er Teil des Distrikts Khargone. Seit seiner Neugründung 1998 besteht der Distrikt aus den vier Subdivisions Barwani, Pansemal, Rajpur und Sendhwa mit den neun Verwaltungsbezirken Tehsils Anjad, Barwani, Niwali, Pansemal, Pati, Rajpur, Sendhwa, Thikri und Warla. Er zählt zwei Städte und 597 bewohnte Dörfer mit sieben Stadtverwaltungen und 417 Dorfverwaltungen.

## Verkehr
Die meisten Dörfer sind über Buslinien an das regionale Verkehrsnetz angeschlossen. Hinzu kommen als überregionale Straßenverbindungen mehrere National Highways und State Highways. Es gibt keine Eisenbahnlinien im Distrikt.

## Sehenswürdigkeiten
Auf dem Gebiet des ansonsten touristisch kaum erschlossenen Distrikts Barwani sind der Bhilat Dev Tempel in Nagalwadi und der den Dschainas heilige Pilgerort Bawangaja sehenswert. In Grenzregionen liegen Teile des Toranmal Wildlife Sanctuary und des Yawal Wildlife Sactuary auf dem Gebiet des Distrikts.